# Mauwabote
Mauwabote (nep. मौवाबाटे) – gaun wikas samiti we wschodniej części Nepalu w strefie Sagarmatha w dystrykcie Khotang. Według nepalskiego spisu powszechnego z 2001 roku liczył on 272 gospodarstw domowych i 1727 mieszkańców (840 kobiet i 887 mężczyzn).